# Wochenspiegel (Saarland)
Der Wochenspiegel ist ein Anzeigenblatt für das Saarland. Mit 7 Lokalausgaben ist der Wochenspiegel mit einer Gesamtauflage von 488.750 Stück das auflagenstärkste Printmedium des Bundeslandes.
Am 14. März 1959 erschien die erste Ausgabe in Saarbrücken noch unter dem Namen Saarbrücker Stadtanzeiger. Im Lauf der Jahrzehnte kamen immer neue Lokalausgaben hinzu. Die rund 140 Mitarbeiter arbeiten in insgesamt fünf Pressezentren und in der Zentrale in Saarbrücken.